# Křížový záliv
Křížový záliv (rusky Залив Креста) je záliv Beringova moře, část Anadyrského zálivu. Leží při jižním pobřeží Čukotského poloostrova.

## Historické informace
Záliv byl objeven v roce 1648 během expedice Sejmona Děžňova. V roce 1665 ho zmapoval kozák Kurbat Ivanov a do své mapy ho zakreslil pod názvem Nočan. Později byl záliv znám pod jménem Velký záliv. Současné jméno mu dal objevitel Vitus Bering v roce 1728 na počest svátku svatého kříže.

## Přírodní podmínky
Křížový záliv vniká do pevniny v délce 102 km. Jeho šířka při vstupu je 25 km a ve střední části dosahuje 45 km. Hloubka je až 70 m.  Břehy zálivu jsou strmé, většinou tvořené menšími zátokami a ústími řek. V zimě zamrzá.
V zálivu je polodenní příliv a odliv. Výška průlivu je asi 3 metru.
Pobřeží je tvořeno bažinatou tundrou. V severní části zálivu, kde se nachází osada městského typu Egvekinot, je horská tundra. Na východním pobřeží je osada Konergino a na západním pobřeží se nachází osada Uelkal. Do zálivu ústí menší krátké řeky, největší a nejznámější z nich je Tnekweem.

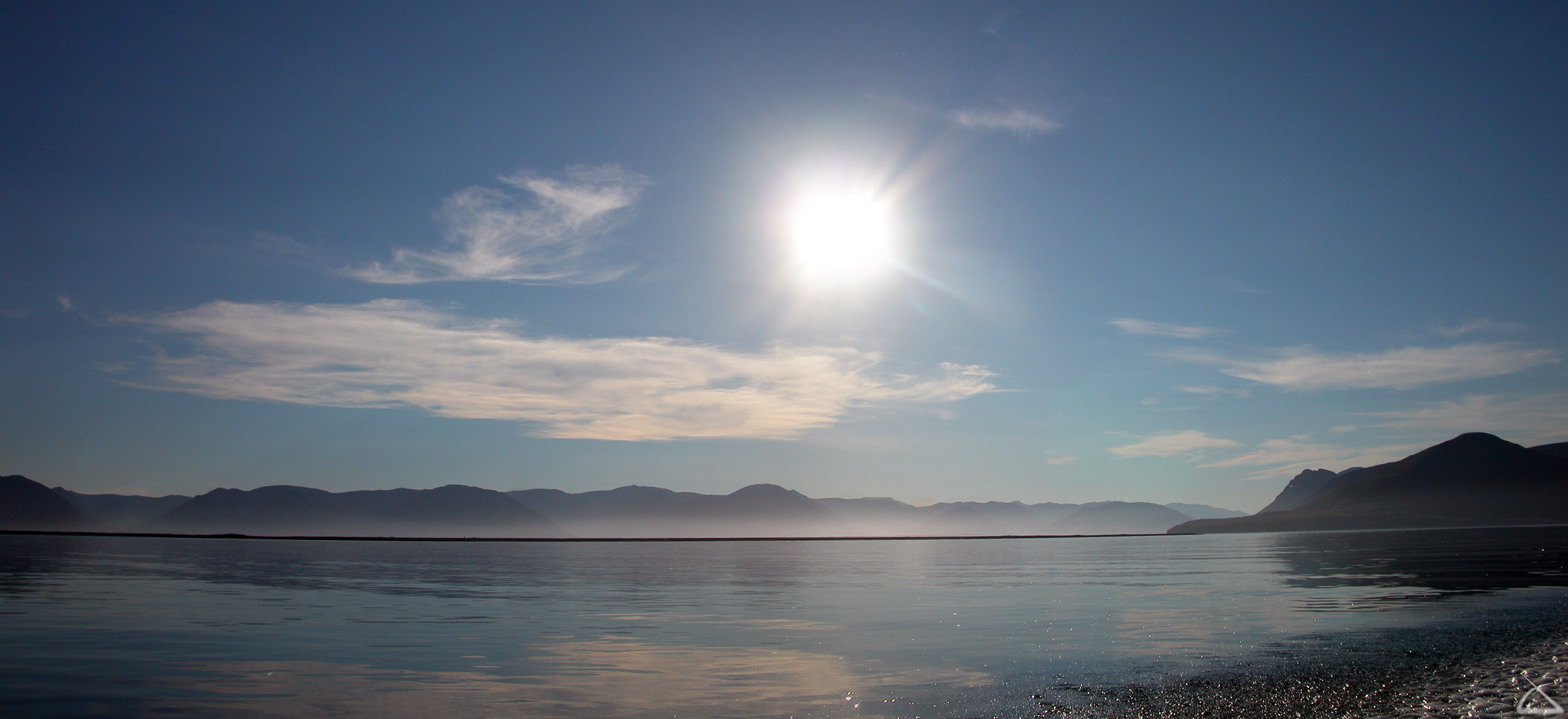
Křížový záliv

Do vod zálivu vplouvají tuleni, mroži a velryby.